# 牧清冬
牧 清冬（まき きよふゆ）は、戦国時代から安土桃山時代にかけての美作国の武将。幼名は幸松。祖父に牧尚春、父に牧菅兵衛。父と全く同様に牧菅兵衛を名乗る。
諱については現存の書状では確認が取れないが、『美作古簡集註解』によれば諱は「清冬」であるというので、全くの同名である父菅兵衛との区別の為に本項ではこの諱を用いる。

## 生涯

### 幼少期
父菅兵衛が天文16年（1547年）に備中国呰部で尼子晴久との戦の中で戦死したため、幼少ながら主君三浦貞久の計らいで知行・代官所・与力等全てを安堵された上で家督を相続。この頃はまだ幼名である「牧幸松」を名乗っていた。この後、父同様に「牧菅兵衛」を称した。
しかし、三浦貞久が病死すると尼子晴久の圧力に屈し、美作三浦氏は尼子の軍門に降る事となる。尼子氏臣従後当初は、祖父尚春の尽力もあって尼子誠久によって三浦貞広に高田城周辺が安堵されていたが、天文23年（1554年）、尼子家中において三浦貞広の高田支配を容認していた尼子誠久が新宮党粛清で死亡すると、尼子晴久は高田周辺の直轄支配に乗り出し、代官として宇山誠明が配置された。これを機に三浦貞広は領を失い、貞広とその家老であった祖父尚春や清冬も出雲国に召喚され尼子氏の管理下に置かれるようになったと考えられている。
転機となったのは晴久が病死して尼子義久が家督を相続した後のことで、尼子氏が毛利元就との争いで劣勢となり美作国における力が衰退し始めると義久は尚春に対して、美作国の働き次第では宇山誠久の領を他に移して高田への復帰を認める旨を通達した。この時、貞広と尚春は出雲国で義久の元に置かれていたが、戦局の悪化によって高田の直轄支配を断念してでも彼らを美作に派兵するという判断に至ったようである。

### 美作復帰
その後、祖父尚春と共に美作国に復帰。永禄7年（1564年）12月、高田城を占拠していた三浦貞勝が三村家親の調略に掛かった金田氏の裏切りによって自害に追い込まれた後、貞勝の遺児である三浦桃寿丸の身柄を保護したのが清冬であるという。祖父と行動を共にしていたのならば永禄8年（1565年）8月の時点で美作の原田（現岡山県久米郡美咲町原田）に在中し、同年10月頃には旧領回復を実現させ、三浦貞広や大河原貞尚を美作へと迎え入れた事になる。
尼子氏の衰退後、三浦氏は浦上宗景の計らいで高田の領有を引き続き認められ、浦上と敵対する毛利元就の勢力圏となっていた岩屋城の中村則治などと争っていたが、永禄11年（1568年）2月に毛利軍の足立信泰・宇山久信らの攻撃によって三浦貞盛が自害に追い込まれ、高田城も降伏開城させられた上で毛利軍に奪われた。毛利軍は城代を足立信泰とし、香川光景・長就連らを増員して高田の守りとした。

### 高田城の戦い
三浦氏は高田城を始めとして領地を失い多くの家臣が失領したが、貞広自身はまだ「月田惣領分」（現真庭市月田）に所領を持っており、永禄12年（1569年）6月に忠心に報いて牧清冬に所領を宛がうなどしている。その後、牢人を集めて同年7月に三浦家臣は牧清冬・玉串監物らが中心となって兵を集め、これに芦田正家などが加わり、更には備前から宇喜多直家の家臣の長船貞親・沼本房家・岡信濃守らが参戦して高田城を攻囲した。7月6日には玉串と共に先鋒として高田城を攻撃し、一度退くと見せかけて城兵を誘き出して攻勢に転じ、香川勝雄を討つなど戦果を挙げたが、城攻めでは城兵の反撃で玉串が討ち死にするなど苦戦し7月の攻撃では陥落しなかった。宇喜多勢はこの時浦上宗景との抗争も抱えていて不安定な立場であり程なくして撤退、美作の牢人衆のみで高田城攻囲を継続した。その後、9月から10月頃には宇喜多直家が浦上宗景に再び臣従し、同年10月には出雲国から尼子勝久率いる尼子再興軍の山中幸盛、浦上軍から岡本・長船・明石・斉藤らの援軍が再び参戦し高田城を囲んで攻勢を強め、永禄13年（1570年）にはついに足立や香川を追い三浦貞広が旧領復帰を果たし、三浦軍はその後も寺畑城など高田城の支城群を回復し同年中に一定の勢力を取り戻す事に成功する。
清冬はこの戦いの中で中心人物として活躍し、この合戦後に政務の中心に立った祖父尚春と共に軍事において中心に立つことになった。

### 宇喜多氏との戦い
天正2年（1574年）に宇喜多直家が毛利輝元を後盾として浦上宗景と対立し、4月に天神山城の戦いが開戦すると美作三浦氏は清冬がすぐさま浦上宗景に協力する旨を伝えた。しかしながら、直家の行動はそれに先んじており、既に3月の時点で美作南部の沼本・菅納・原田などの諸氏を寝返らせ、美作岩屋城の芦田正家を追放して家臣の浜口家職に制圧させており、既に備前と美作の連絡路は閉ざされていた為、有効な連携策は取れずにいた。同年12月には浦上宗景や岡本氏秀から高田城番の事について見舞いを受けた。
天正3年（1575年）からは美作三浦氏と岩屋城在番の宇喜多家臣、「岩屋衆」との抗争が激化。1月27日に清冬は牧左馬助らを率いて、宇喜多家臣の花房職秀・沼本房家らの守る多田山の陣を奇襲し、数十人を討ち取って多田山を占拠した。同年2月には浦上宗景や岡本氏秀から織田信長の備前表出陣や山中幸盛の美作救援などが近い事を知らせる書状を盛んに受けて激励されている。3月26日にも真木山城を強襲して伊賀久隆配下の「加茂衆」を破り、三浦貞広から感状を受けている。しかし、同年6月には備中兵乱を鎮圧した毛利氏が三浦領に本格的に侵攻し始め情勢が悪化。同年9月には宇喜多直家によって浦上宗景最後の拠点であった天神山城が陥落し、三浦貞広も牧清冬から宇喜多家臣の江原久清を通じて宇喜多直家に毛利への降伏の周旋を申し入れ、9月11日に本拠高田城を明け渡し投降。高田城は三浦氏には安堵されず毛利家臣の楢崎元兼が城代として入ることとなり、貞広は一度は毛利氏に身柄を送られたが、やがて宇喜多氏預かりとなり、美作三浦氏は勢力として滅亡した。

### 三浦氏滅亡後
貞広の重臣として活躍の見られた清冬であるが、三浦氏滅亡後の記録はほとんど残されていない。天正8年（1580年）3月に寺畑城を江原親次と共に守備していたという事が唯一残っている記録であり、この頃宇喜多家臣となっていた事だけは確かなようである。
この後の清冬の事は不明であり、天正14年（1586年）に牧一門が高田城番の職を拝領した時、城番に任じられたのは牧家信であり、この頃には家信以下の高田城番の役職を記した書にすら名前は掲載されていない。清冬の子孫は帰農して久世に在住したという。